# Quintus Pontius Proculus Pontianus
Quintus Pontius Proculus Pontianus war ein römischer Politiker und Senator.
Der Konsular Tiberius Pontius Pontianus, Legat unter Kaiser Elagabal, war vermutlich sein Vater, jedenfalls verwandt. Familiäre Bindung bestand sicher auch zu Iunius Pontius Proculus, der im Gebiet der makedonischen Stadt Philippi – vielleicht der Heimat der Pontii Proculi – Latifundien besaß.
Pontius wurde im Sechskaiserjahr 238 ordentlicher Konsul gemeinsam mit Gordian III.
Aufgrund einer Inschrift aus dem Bereich des Kastells Öhringen-West im heutigen Baden-Württemberg wurde vermutet, dass Pontius kurz nach seinem Konsulat Statthalter der Provinz Germania superior (Obergermanien) geworden sei. Die Inschrift, die auf den 4. Dezember 241 datiert ist, nennt als amtierenden Statthalter Obergermaniens einen Mann, von dem nur erste Buchstabe des Namens (A oder M) und das Ende des Namens („-ani“, Genitiv von „-anus“) erhalten ist. Alfred von Domaszewski und einige nachfolgende Forscher vermuteten, dass sich dahinter Pontius Proculus Pontianus verbirgt, dessen erster Name (Praenomen) Quintus zu diesem Zeitpunkt noch nicht bekannt war und demnach mit A oder M hätte beginnen können.